# Şabrançay
Şabrançay är ett vattendrag i Azerbajdzjan.   Det ligger i distriktet Şabran Rayonu, i den nordöstra delen av landet, 130 km nordväst om huvudstaden Baku.